# Ray Allen
Vous lisez un « bon article » labellisé en 2010.
Pour les articles homonymes, voir Allen.
Walter Ray Allen dit Ray Allen, né le 20 juillet 1975, est un joueur américain de basket-ball ayant évolué au poste d'arrière en NBA pendant 18 saisons. Il est considéré comme l'un des meilleurs tireurs à trois points de l'histoire de la NBA.
Ray Allen commence sa carrière de joueur de basket-ball très jeune. Après un parcours universitaire remarqué pour les Huskies du Connecticut, il est drafté (choisi) en cinquième position en 1996 par les Timberwolves du Minnesota. Allen est rapidement échangé contre Stephon Marbury et rejoint la franchise des Bucks de Milwaukee. De rookie (recrue), Ray s'impose dans l'équipe et est un membre important de l'équipe lorsqu'il est échangé six saisons après son arrivée dans la NBA aux SuperSonics de Seattle. Il est la star de la franchise de Seattle et y reste quatre années. Transféré aux Celtics de Boston, Ray Allen devient champion avec la franchise en 2008. Il gagne un nouveau titre en 2013 en tant que joueur du Heat de Miami.
Champion olympique avec les États-Unis lors des Jeux olympiques d'été de 2000, Allen est sélectionné neuf fois aux NBA All-Star Game (match des étoiles de la NBA) entre 2000 et 2009 ainsi qu'en 2011. Il est l'un des meilleurs marqueurs de l'histoire de la NBA avec plus de 24 000 points et détient de nombreux records dans la catégorie des paniers à trois points. Ray Allen détient de 2011 à 2021 le record NBA du joueur qui a inscrit le plus grand nombre de paniers à trois points dans l'histoire de la NBA.
Ray Allen est également apparu dans deux films, He Got Game de Spike Lee sorti en 1998 et Harvard Story en 2001.

## Biographie

### Jeunesse
Walter Ray Allen est né le 20 juillet 1975 à Merced en Californie. Il est le troisième des cinq enfants de Flora et Walter, tous deux militaires sur la base de la Castle Air Force à Merced. La profession des parents de Ray les oblige à déménager régulièrement. Alors qu'il est jeune, son père est envoyé à Bentwaters en Angleterre sur la base aérienne américaine. La famille suit et vit alors dans une communauté américaine à Saxmundum entre 1982 et 1985. Ray Allen commence à pratiquer certains sports et, s'il n'est pas meilleur que tous les autres, il montre qu'il est un bon athlète.
Allen est également un bon joueur de football et de baseball. Alors qu'il a 10 ans, la famille retourne en Californie sur la Edwards Air Force Base. Il commence alors le basket-ball et montre dès ses premiers matchs des capacités à évoluer à un bon niveau. Il se montre également doué dans ses études. Les capacités du jeune Allen s'améliorent au contact de Phil Pleasant qui entraîne les jeunes du quartier. Il décèle chez le joueur de 12 ans un certain talent et réalise des séances particulières avec Ray pour lui apprendre les fondamentaux, et le fait nettement progresser dans son shoot extérieur qui paradoxalement était loin d'être son atout majeur au début. Ray Allen progresse rapidement en analysant ses forces et ses faiblesses. Il joue alors avec les adultes.

### Carrière de joueur de basket

#### Carrière universitaire

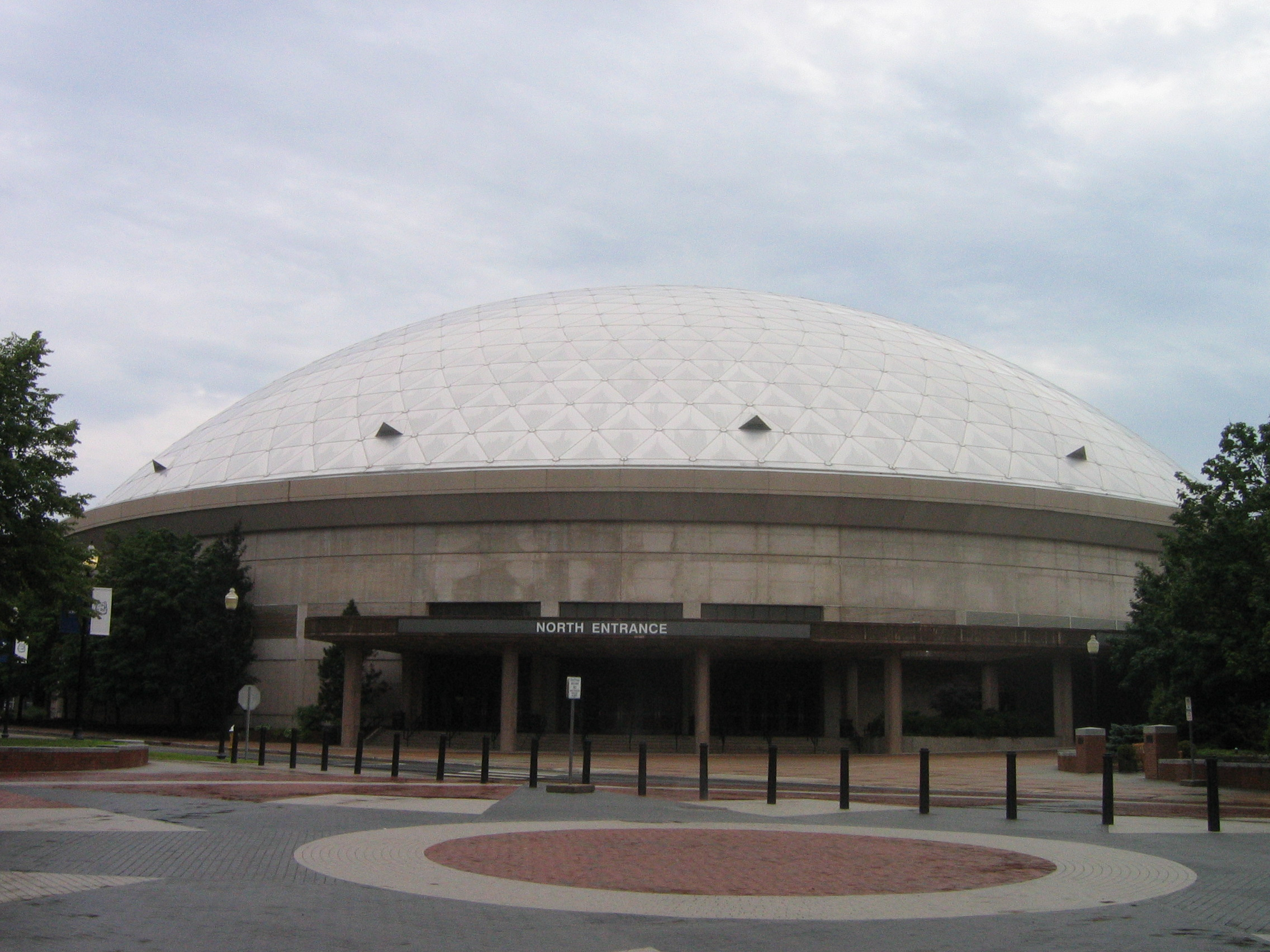
Gampel Pavilion, salle de l'équipe de basket des UConn Huskies où Ray Allen effectue sa carrière universitaire.

À la fin de son 9th Grade, Ray Allen mesure 1,88 mètre. Il a alors 15 ans et passe dans l'université dans la South Carolina's Hillcrest High School, où il marque en moyenne 18 points pour l'entraîneur de l'équipe James Smith. Il s'entraîne alors quotidiennement. Deux années plus tard, il devient l'une des stars du club avec un excellent jeu sur tout le terrain. Il est le leader de l'équipe de par son assurance et son intelligence. Il mène l'équipe à la victoire en championnat d'État.
À l'automne 1993, alors que Ray Allen termine sa dernière saison junior, sa petite amie Rosalind Ramsey lui annonce qu'elle est enceinte. Pour faire vivre sa famille, Allen doit obtenir une bourse universitaire. Meilleur joueur il est, plus les possibilités d'universités seront nombreuses. Il a également la possibilité de jouer en professionnel mais voit cela comme un objectif à long terme.
Ray Allen effectue sa carrière universitaire avec les Huskies du Connecticut de l'université du Connecticut. Il est désigné joueur universitaire de l’année en 1995. Il est ensuite élu par les entraîneurs meilleur joueur de l'année de la Big East Conference lors de sa dernière saison universitaire avec les Huskies. Ray Allen bat le record de tirs primés à Connecticut avec 115 tirs à trois points réussis en une saison lors de la saison 1995-1996. Pendant ses trois saisons dans le Connecticut, il inscrit 1 992 points et devient le troisième meilleur marqueur de tous les temps de l'équipe.

#### Débuts en NBA

##### Draft
Alors qu'on lui demande de faire une année senior de plus au Connecticut, Ray Allen préfère entrer dans la Draft 1996 de la NBA. Il fait alors des essais avec plusieurs équipes NBA dont les Bucks de Milwaukee. Il effectue sa meilleure session d'entraînement avec les Raptors de Toronto. Ray Allen est sélectionné en cinquième position lors de la Draft 1996 de la NBA par les Timberwolves du Minnesota. Cette draft est considérée comme l'une des meilleures de l'histoire de la NBA. En effet, Allen Iverson (premier de la draft 1996), Kobe Bryant (treizième) et Steve Nash (quinzième), tous trois futurs MVP, figurent dans les joueurs sélectionnées au premier tour,. Dans la foulée de cette draft, les Timberwolves du Minnesota et les Bucks de Milwaukee échangent Ray Allen et un tour d'une future draft contre Stephon Marbury, drafté en quatrième position par les Bucks.

##### Premières saisons avec les Bucks

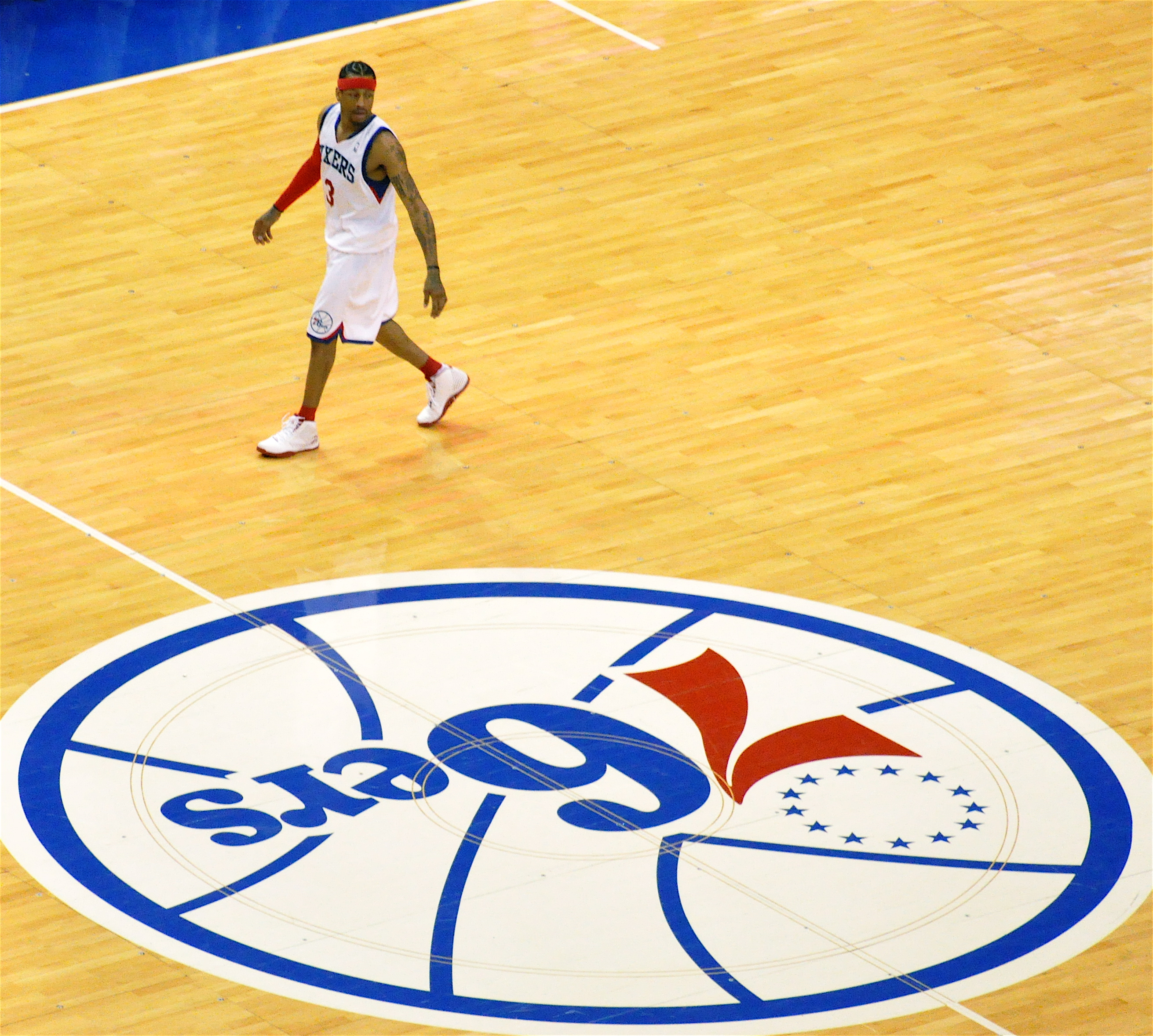
Ray Allen joue son premier match NBA sur le parquet des Sixers de Philadelphie et face à Allen Iverson drafté premier devant Allen en 1996.

Lors de la saison 1996-1997, sa première en NBA, Ray Allen joue pour les Bucks de Milwaukee. Il obtient du temps de jeu dans l'une des franchises les plus faibles de la NBA. Dès le premier match de la saison, sur le parquet des Sixers, il est dans le cinq majeur et inscrit cinq points en moins d'une minute lors du premier quart-temps, puis treize au total. Ses débuts en NBA sont bons : les Bucks remportent cinq de leurs six premiers matchs. Vin Baker est le marqueur de l'équipe, mais Allen est régulièrement à plus de 10 points. Deux mois plus tard, le bilan devient négatif et le reste jusqu'à la fin de la saison, à la suite notamment d'une série de neuf défaites consécutives entre la fin du mois de février et le début du mois de mars 1997.
Ses performances sont remarquées, avec 13,4 points, 4 rebonds et 2,6 passes décisives par match en moyenne, il est l'une des toutes meilleures recrues de la saison. Allen est le troisième meilleur marqueur de points de son équipe. Ray inscrit le plus grand nombre de points lors de sa première saison NBA contre Phoenix où il inscrit 32 points le 15 mars. Il est nommé dans la All-NBA Rookie Second Team tout comme Kobe Bryant, bien que les Bucks terminent avec un bilan négatif de 33 victoires pour 49 défaites. Il participe au Slam Dunk Contest et est le premier joueur de Milwaukee à y participer depuis Paul Pressey en 1986.
Il progresse rapidement, passant de 13,4 points dans sa saison rookie à 19,5 points lors de sa deuxième saison NBA. Il la commence d'ailleurs de belle manière avec 29 points le 31 octobre, lors d'une victoire 103-88 contre les 76ers de Philadelphie. Il inscrit 23 points et réalise cinq interceptions, son record, le 10 décembre. Dix jours plus tard, il bat son record avec 35 points, grâce à 11 tirs réussis sur 16 tentatives dont 5 sur 6 à trois points plus un 100 % sur ses 8 lancers francs, lors d'un succès 98-78 contre les Knicks de New York. Le 16 janvier, il réussit sept paniers à trois points sur huit tentatives contre les Bulls de Chicago. Au mois de février, il élève son niveau de jeu et marque régulièrement plus de 20 points, devenant le meilleur marqueur de son équipe.
Ray Allen marque 33 points lors d'une victoire 118-108 contre Rockets de Houston le 24 mars. Il inscrit 25 points avec 8 passes décisives et 6 rebonds contre les Pistons de Détroit le 17 avril. Le lendemain, Allen réalise sa performance la plus impressionnante en NBA avec 40 points dont 6 trois points sur 10, à laquelle il ajoute 10 rebonds lors d'une rencontre contre Timberwolves du Minnesota.
En 1999, il est l'un des artisans de la progression des Bucks jusqu'aux séries. L'équipe, qui a terminé 7e de la saison régulière, est éliminée dès le premier tour par les Pacers d'Indiana après trois défaites de la franchise sans la moindre victoire. Entraîné par George Karl, il travaille avec Dell Curry et inscrit 17,1 points par match en moyenne.

#### Confirmation internationale et finale de conférence

##### Jeux olympiques 2000
En 2000, Ray Allen est sélectionné par Rudy Tomjanovich pour disputer le tournoi de basket des Jeux olympiques d'été de 2000 avec l'équipe américaine. L'équipe compte des joueurs comme Vince Carter, Gary Payton, Jason Kidd, Alonzo Mourning et Kevin Garnett dans ses rangs. Dès la première rencontre du tournoi, Ray Allen fait une grande performance avec 21 points contre la Chine, participant à la large victoire 119 à 72. Après les cinq matchs de poule, les États-Unis terminent premiers du groupe A et se qualifient pour les quarts de finale. Allen participe à la victoire sur la France en finale avec 13 points en 16 minutes et il remporte la médaille d'or aux Jeux olympiques de Sydney. Il participe aux huit matchs du tournoi, tous remportés. Il est deux fois dans le cinq de départ de l'équipe américaine.

##### Finale de conférence et dernières saisons avec Milwaukee

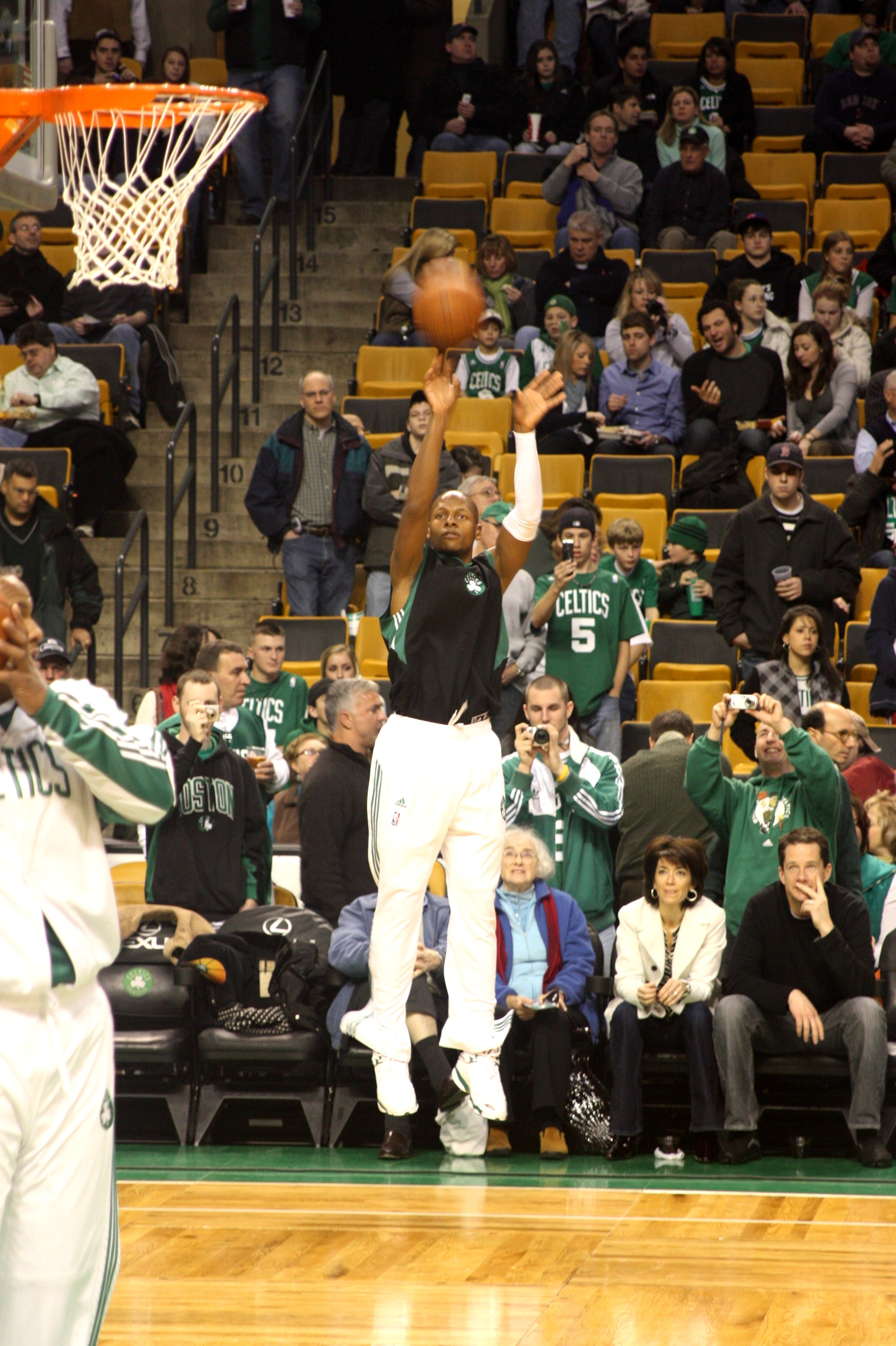
Spécialiste des paniers à trois points, Ray Allen (ici à l'entraînement en 2009) remporte le concours du All-Star Game en 2001.

Ray Allen reste au-dessus des 20 points de moyenne lors de ses deux dernières saisons avec les Bucks de Milwaukee, devenant un joueur cadre de la franchise du Wisconsin.
Lors de la saison NBA 2000-2001, Ray Allen est le cocapitaine de l'équipe. Ray Allen est alors l'un des membres du Big Three de Milwaukee, composé cette année-là avec Glenn Robinson et Sam Cassell. Il est absent du 22 décembre au 5 janvier et manque sept rencontres après une tendinite au genou gauche. Cette blessure met fin à une série de 400 matchs consécutifs. Allen revient ensuite dans le cinq majeur. Il est nommé deux fois joueur de la semaine de la conférence Est de NBA début novembre et début janvier.
Il est nommé pour la troisième fois au NBA All-Star Game le 29 janvier. Au All-Star Game 2001, il remporte le concours de tirs à trois points avec 19 points lors du dernier tour devant Predrag Stojaković et Dirk Nowitzki grâce notamment à dix tirs de suite réussis. Il participe ensuite au match All-Star entre l'Est et l'Ouest en tant que remplaçant. Il inscrit 15 points lors de ce match et 5 passes décisives pour l'équipe de la conférence Est. Ray Allen remporte cette année-là le All-Star Game avec l'Est sur le score de 111 à 110.
Le 7 février 2001, il réussit le premier triple-double de sa carrière avec 20 points, 11 passes et 10 rebonds. Ray Allen manque six autres rencontres à cause de sa blessure au genou gauche lors de la dernière semaine de mars. Le 14 avril, il bat son record de points en carrière avec 47 points contre Charlotte, le deuxième meilleur score pour un joueur de Milwaukee après les 50 points de Kareem Abdul-Jabbar le 19 janvier 1975. Il bat le record de la franchise de paniers à trois points dans un match avec un 10 sur 14.
En 2001, les Bucks perdent la finale de conférence au septième match contre l'équipe de Philadelphie d'Allen Iverson. Pourtant, Allen réussit neuf paniers à trois points le 1er juin 2001 lors de cette série. Au cours des sept matchs des finales de conférence, Ray Allen affiche les statistiques suivantes : 27,1 points dont 51 % à 3 points et 97 % au lancer franc, 3,3 rebonds et 5,4 passes de moyenne.

##### Départ tendu
Les relations avec son entraîneur George Karl sont de plus en plus tendues depuis deux saisons. Ray Allen voit Karl comme un tyran alors que l'entraîneur dit de son joueur qu'il est fragile et peu résistant dans le dernier quart temps. George Karl évoque même le problème dans les médias, auquel Allen répond qu'il est payé pour marquer, pas pour défendre. Karl lui répond qu'il est d'abord payé pour gagner et qu'il a des responsabilités pour l'équipe.
Dans ce climat tendu, Ray Allen est poussé vers la sortie. L'entraîneur pense que le sixième homme, Michael Redd, a les capacités de prendre sa place dans le cinq de départ de la franchise. Les dirigeants annoncent cependant qu'ils ne laisseront partir à aucun prix leur arrière vedette. Mais ils finissent par changer d'avis, et Ray Allen est envoyé quelques jours plus tard dans l'État de Washington, aux SuperSonics de Seattle en échange de Gary Payton, Desmond Mason, et de deux seconds tours de draft,.

#### Seattle

##### Progression jusqu'en demi-finale de conférence

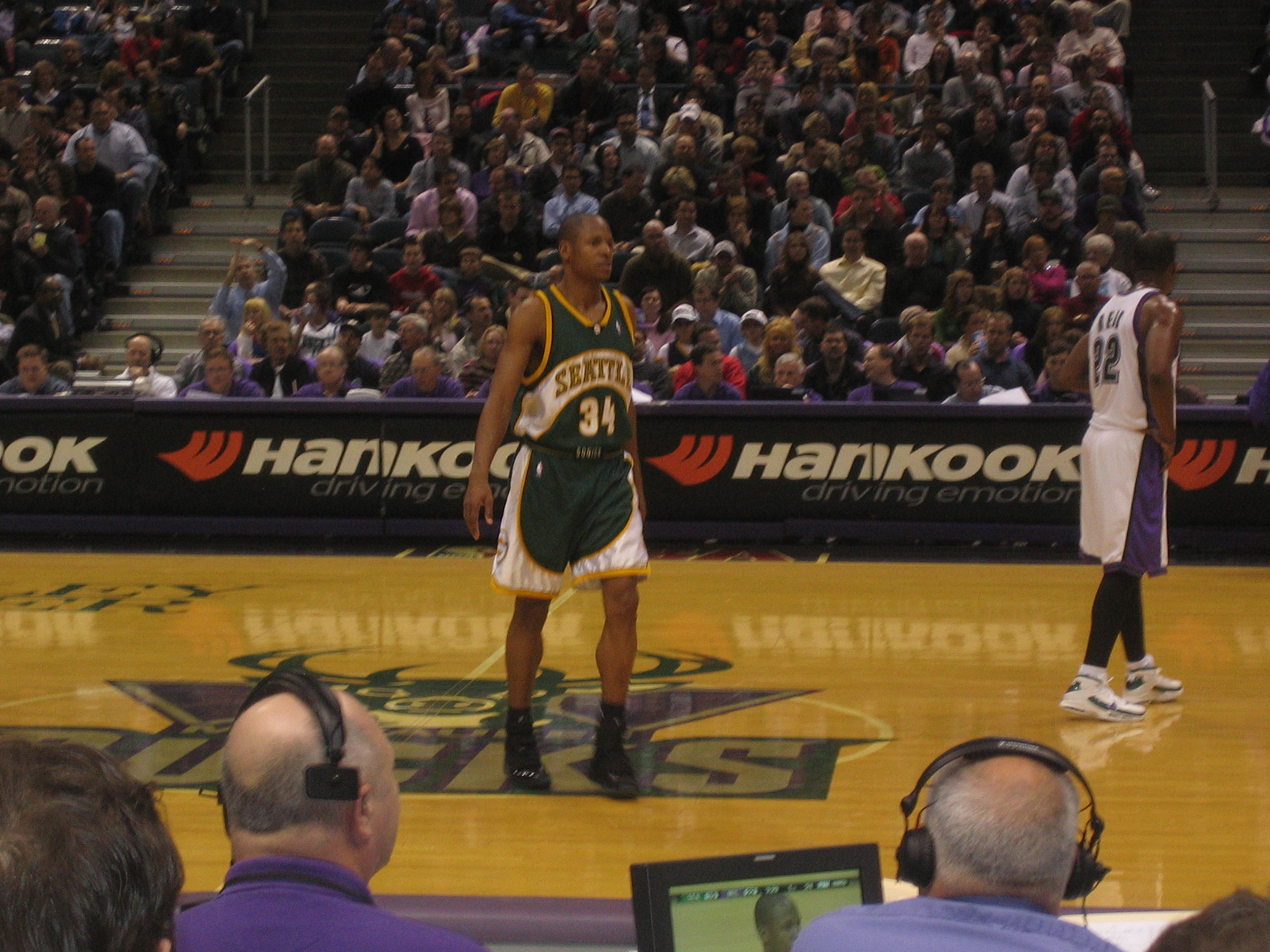
Ray Allen sous le maillot de Seattle.

Lors de la saison 2003-2004, il manque les 25 premières rencontres de la saison à cause d'une opération à la cheville droite effectuée le 1er novembre. Pour son retour, il permet à la franchise de Seattle d'améliorer son bilan qui est alors de 12 victoires pour 13 défaites. À la fin du mois de décembre 2003, il inscrit 24 points en seulement 23 minutes de jeu pour un succès 116-90 de son équipe contre les Suns de Phoenix. Début janvier 2004, il permet à son équipe de remporter un match contre Portland après qu'elle a été menée de 23 points. Ray Allen inscrit 42 points au cours de la partie dont 20 dans le dernier quart temps de la rencontre. Seattle l'emporte ensuite 119-108 après prolongation.
Il est déjà cinq fois All Star et, pendant la saison 2004-2005 sous les ordres de Nate McMillan, Ray Allen réalise une superbe saison. Lors de la saison régulière, Seattle enchaîne des séries de victoires, surprenant observateurs et adversaires,. Rashard Lewis est devenu l'un des meilleurs marqueurs de la franchise mais ne rattrape pas Allen. Malgré une nouvelle douleur à la cheville droite en mars, Ray Allen enchaîne les performances au-delà des 30 points. Après avoir battu son record de la saison contre les Spurs avec 39 points, il en inscrit 32 contre Minnesota, participant à la victoire 98-88. Le premier tour des playoffs est remporté par Seattle aux dépens de la franchise de Sacramento. Cette victoire en cinq rencontres est la première de Seattle en playoffs depuis 1998. Lors de cette série, Ray Allen marque en moyenne 32,4 points par rencontre avec un taux de réussite à 45,2 % aux tirs derrière la ligne des trois points. Allen inscrit son plus grand score lors de la quatrième rencontre de la série où il totalise 45 points. Il porte Seattle en demi-finale de conférence, mais dès le premier match de la série, Radmanovic se blesse et Allen est incertain. Malgré 25 points de Ray Allen dans le dernier match de la série, Seattle est finalement battu 4 victoires à 2 par les Spurs de San Antonio de Tony Parker et Tim Duncan, futurs champions NBA.

##### Performances individuelles et départ

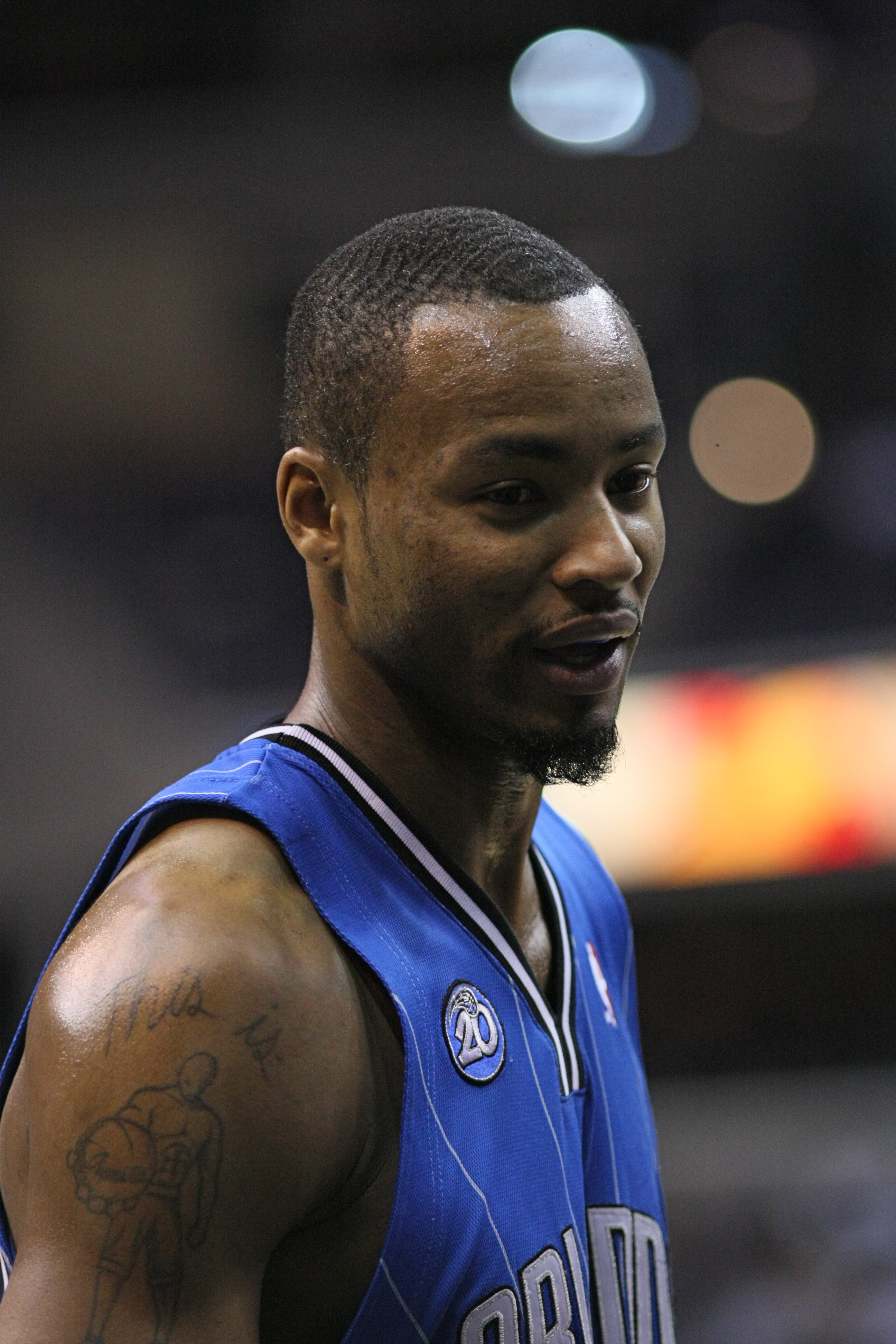
Rashard Lewis est coéquipier d'Allen à Seattle.

Après son excellente saison pour Seattle jusqu'en demi-finale de conférence, Ray Allen est à la dernière année de son contrat et sur le point de devenir un agent libre. De nombreuses franchises de NBA se déclarent intéressées par le recrutement de joueurs comme Cleveland, Atlanta, Chicago et les Clippers de Los Angeles,. Pourtant, Allen décide de rester à Seattle et signe en juin 2005 l'un des plus gros contrats de l'histoire de la NBA pour 85 millions de dollars sur cinq ans avec la franchise,.
Lors de la saison 2005-2006, il bat le nombre de paniers à trois points en une saison en inscrivant 269 paniers.
Lors de la saison 2006-2007, Ray Allen reste un joueur cadre de la franchise, le meilleur marqueur de points même sur le début de la saison. Le 29 décembre 2006, il manque une rencontre contre Denver pour assister à la naissance de son fils. Quelques jours plus tard, le 7 janvier, Allen inscrit 39 points lors d'une rencontre contre Golden State
Le 12 janvier 2007, il inscrit 54 points lors d'une victoire après prolongation contre Utah, le record de sa carrière. Il se blesse à la cheville gauche au début du mois de février, mais continue de jouer tous les matchs de son équipe avec la douleur. Allen participe cependant au All-Star Game 2007 après avoir été appelé avec Mehmet Okur pour remplacer Allen Iverson et Steve Nash. Allen est finalement contraint de commencer sur le banc une rencontre contre les Clippers de Los Angeles le 1er mars. Après la rencontre, il envisage une opération de la cheville après la saison, mais c'est finalement avant la fin de la saison que cela devient nécessaire.
Après son départ de Seattle lors de l'année 2007, Ray reste attaché à la ville. En 2008, la franchise est délocalisée par son propriétaire vers Oklahoma City. Allen organisera un match de charité pour que la ville de Seattle retrouve une franchise en NBA.

#### Celtics de Boston

##### Arrivée et débuts à Boston
Ray Allen dénonce le rachat de l'équipe qui devient le Thunder d'Oklahoma City. Il préfère partir pour une autre franchise plus compétitive. De plus, l'arrivée dans la franchise du joueur de 18 ans Kevin Durant, tout juste drafté en deuxième position du premier tour de la draft 2007 et évoluant au poste d'Allen, le pousse vers la sortie.

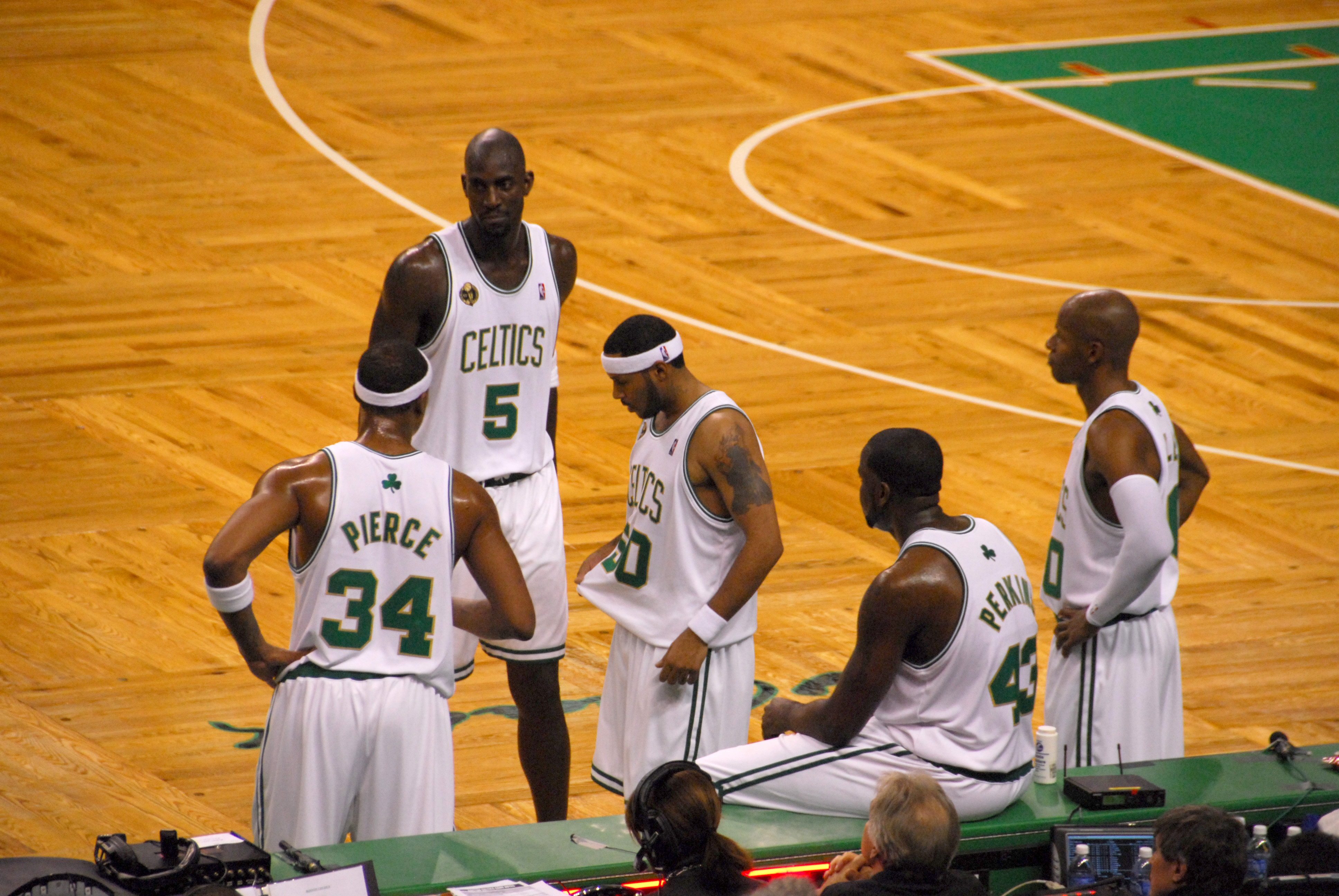
Big three en 2008 avec Allen (à droite), Pierce et Garnett.

Le 28 juin 2007, le jour de la draft 2007, il est envoyé aux Celtics de Boston en compagnie du choix de draft Glen Davis en échange de Delonte West, Wally Szczerbiak et de Jeff Green fraîchement drafté en 5e position,,. Le contrat de Ray Allen est alors d'une valeur de 51 millions de dollars. À la suite de ce transfert, Ray Allen est contraint de changer de numéro de maillot car le numéro 34 que porte Allen à Seattle est utilisé par Paul Pierce à Boston depuis quelques années. Ray Allen choisit le numéro 20.
Accompagné de Kevin Garnett, nouvelle recrue lui-aussi, Allen se joint à Paul Pierce, fidèle au club depuis son draft en 1998. Ils composent le « Big three ».
La première saison de Ray Allen à Boston est très bonne. La franchise remporte 66 rencontres et concède 16 défaites soit un pourcentage de victoire de 80,5 % pendant la saison régulière. Ce bilan constitue une augmentation de 42 victoires par rapport à la saison précédente, le record de progression d'une saison à l'autre dans l'histoire de la NBA. Il est convié au NBA All-Star Game 2008 par David Stern avec le forfait sur blessure de Caron Butler. Allen se blesse au talon gauche en mars lors du premier quart-temps d'un match contre Utah et rate plusieurs rencontres à la suite de cette blessure.

##### Champion NBA

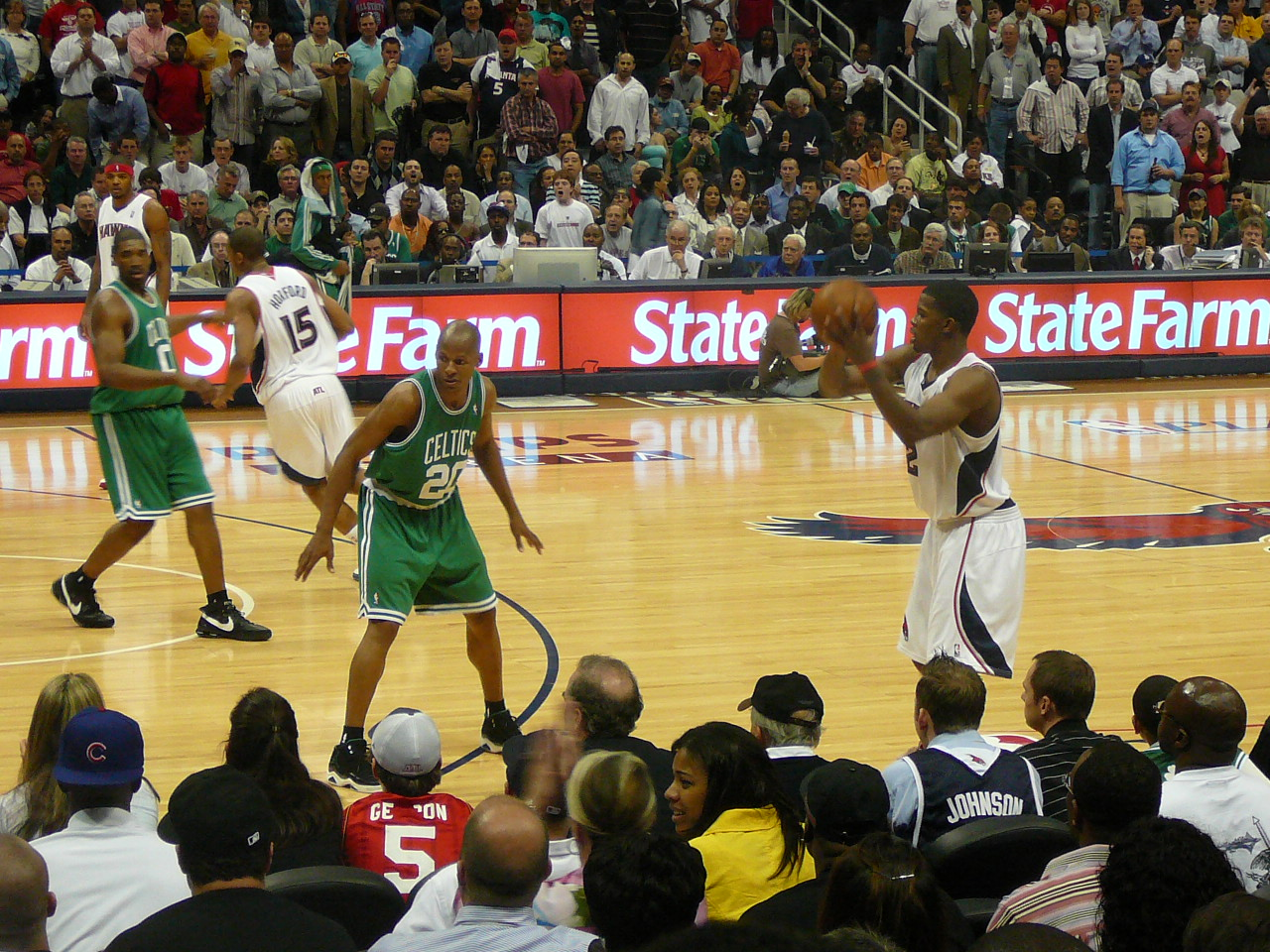
Ray Allen, le numéro 20 des Celtics, en défense face à Atlanta au premier tour des playoffs NBA 2008.

Lors du premier tour des playoffs NBA 2008, les Celtics de Boston affrontent les Hawks d'Atlanta, huitième de la conférence Est lors de la saison régulière. Boston remporte la série 4 à 3 avec quatre victoires à domicile, au TD Banknorth Garden de Boston, et perd ses trois matchs à l'extérieur.
La demi-finale de conférence des playoffs commence très mal pour Ray Allen qui n'inscrit aucun point en 37 minutes de jeu, sa pire performance depuis 1997, dans le premier match opposant les Celtics de Boston aux Cavaliers de Cleveland emmenés par LeBron James. Boston remporte tout de même le match. Grâce à sa première place en saison régulière, Boston a une nouvelle fois l'avantage de jouer le septième match de la demi-finale de conférence Est au Garden. Boston gagne l'ultime rencontre 97 à 92 notamment grâce aux 41 points de Paul Pierce et domine la série par quatre victoires à trois. Ray Allen est alors discret, en délicatesse avec son shoot.
En finale de conférence, les Celtics de Boston se qualifient pour la finale NBA 2008 en battant les Pistons de Détroit par quatre victoires à deux. Pourtant, Détroit est venu battre la franchise de l'Est à Boston, mettant fin à l'invincibilité de l'équipe entraînée par Doc Rivers à domicile. Ray Allen étant l'un des principaux acteurs de ces victoires avec un shoot retrouvé notamment dans le match 5 où il inscrit 29 points.

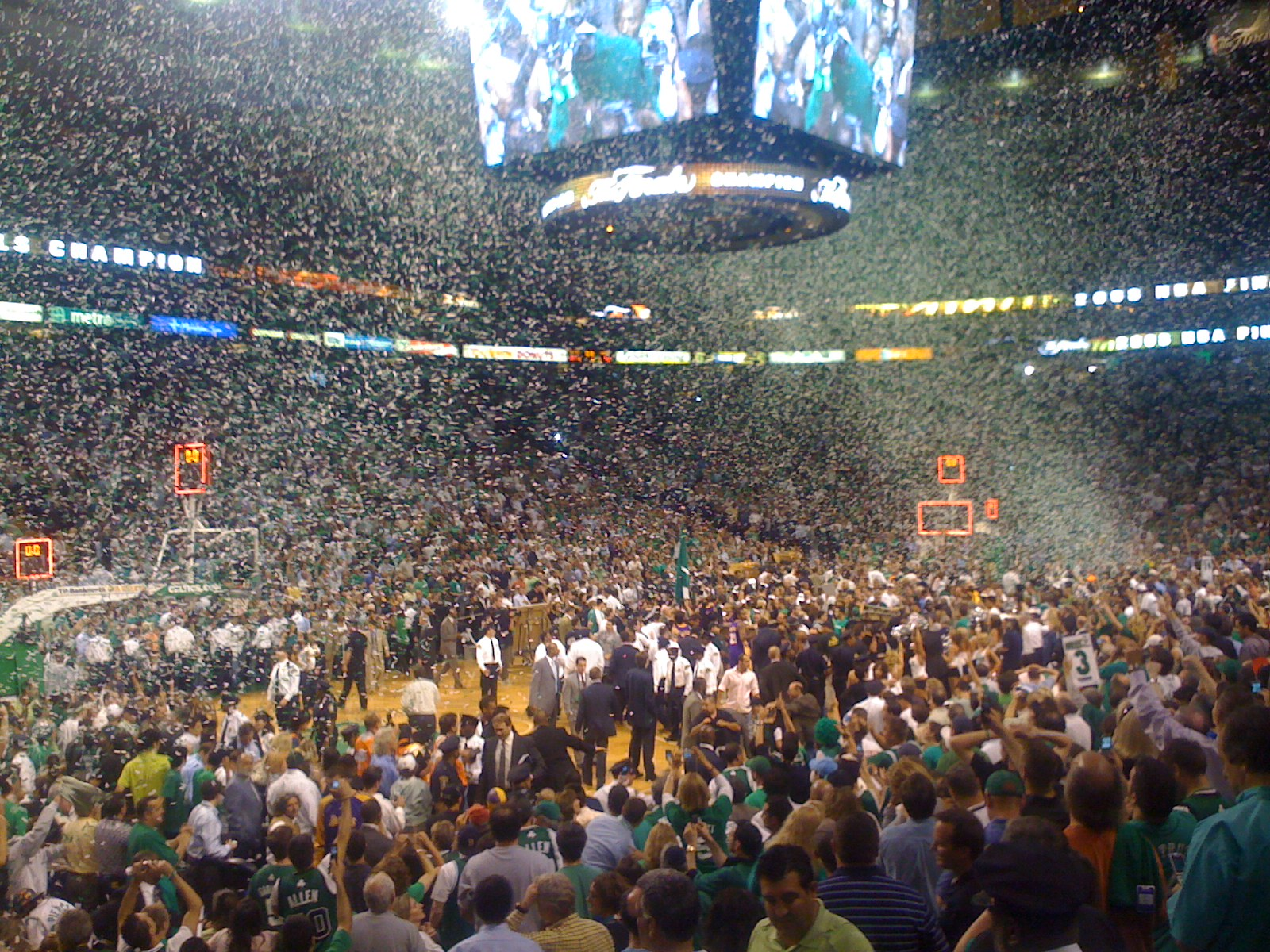
Le TD Banknorth Garden après la victoire en finale NBA en 2008.

La finale de la saison NBA 2007-2008 se dispute entre les Celtics de Boston et les Lakers de Los Angeles. Ces derniers comptent dans leur rang Kobe Bryant et Pau Gasol. Bien aidé par un retour incroyable sur le terrain de Paul Pierce lors du premier match de la série, Boston mène la série. Après le troisième match, le score est de deux victoires à une à l'avantage des Celtics.
La quatrième rencontre de la finale se révèle déterminante. L'équipe dirigée par Doc Rivers se retrouve rapidement menée 26 à 7 à l'extérieur, au Staples Center. Ray Allen inscrit alors un panier à trois points mais Boston reste mené 35 à 14 à la fin du premier quart temps. Les Celtics sont même menés de 24 points dans le deuxième quart temps qu'ils finissent par remporter 26-23. Le score est alors de 58-40 en faveur des Lakers. Le troisième quart temps est totalement à l'avantage de Boston, le Big Three ramène la franchise de l'Est à deux points des locaux avant le dernier quart temps. Allen réussit un double pas décisif à 16 secondes de la fin de la partie et les Celtics l'emportent sur le score de 96 à 91. L'arrière de Boston termine la partie avec la meilleure performance de son équipe avec 19 points, neuf rebonds, deux passes décisives, trois interceptions et un contre. Boston mène alors la série par trois victoires à une.
Avant le cinquième match de la série, Ray Allen apprend que son fils est atteint de diabète de type 1.
Lors du dernier match de la finale NBA 2008, Ray Allen inscrit 26 points avec sept tentatives à trois points réussies sur neuf. Le « Big three » permet au club des Celtics de remporter son 17e titre NBA. Ray Allen remporte dès sa première saison avec Boston sa première bague de champion NBA.

##### Nouvelle finale NBA

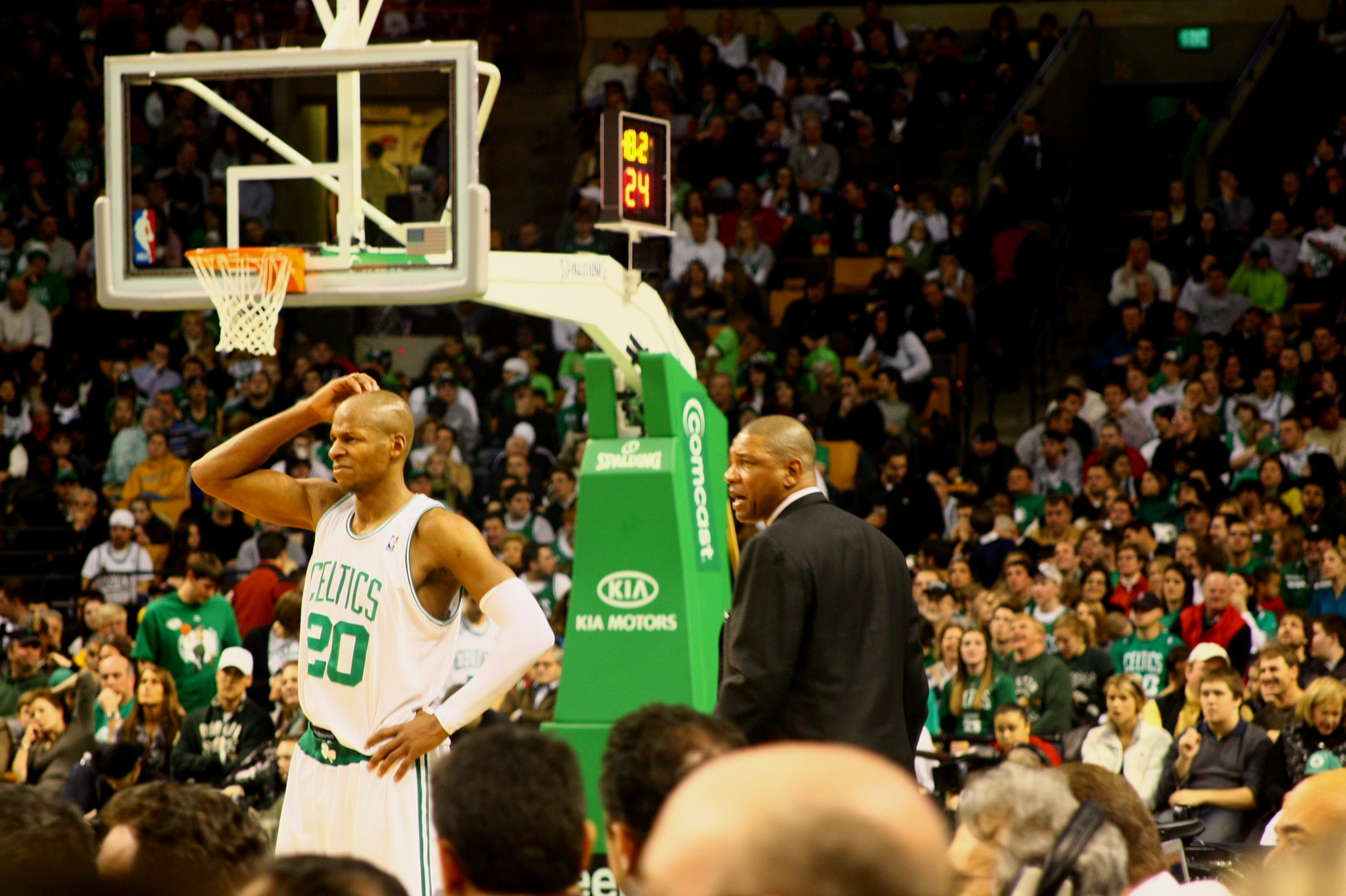
Ray Allen est l'un des joueurs du cinq majeur de Doc Rivers, l'entraîneur des Celtics de Boston jusqu'en 2013.

La saison suivante, la franchise des Celtics de Boston termine deuxième de la conférence Est derrière celle des Cavaliers de Cleveland et se qualifie pour les playoffs. Lors du premier tour des playoffs 2009, Boston est opposée aux Bulls de Chicago qui a terminé septième de la conférence Est. Lors du sixième match de la série, Allen réalise l'une des meilleures performances de sa carrière en inscrivant 51 points de son équipe malgré la défaite 128-127 après triple prolongation. Chicago égalise alors à 3-3 dans la série. Boston s'impose finalement après le match 7 remporté 109-99 avec 23 points de Ray Allen, de nouveau meilleur marqueur de points de son équipe lors de ce succès.

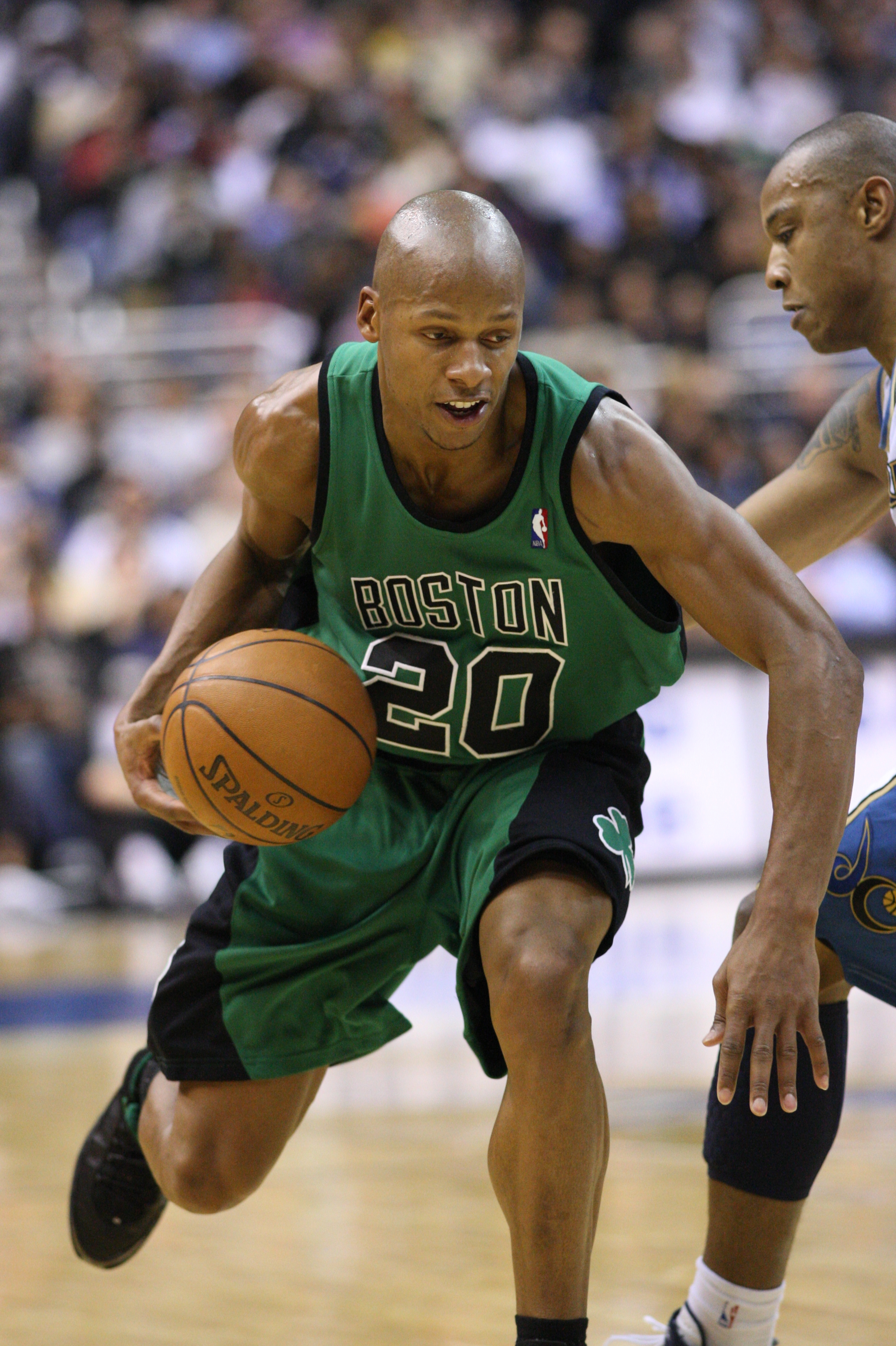
Ray Allen en dribble sous le maillot des Celtics de Boston.

 La franchise perd au tour suivant contre le Magic d'Orlando 4 victoires à 3.
Ray Allen participe pour la neuvième fois consécutivement au All-Star Game en 2009. Non annoncé sur les feuilles de match de départ, il participe pour la troisième fois de suite grâce à des blessures de joueurs annoncés, cette fois-ci à la suite de la blessure de Jameer Nelson. Sorti du banc, Ray Allen inscrit 28 points avec cinq tirs à trois points. LeBron James est désigné MVP même si Allen termine meilleur marqueur du match.
Ray Allen n'est pas désigné par les spectateurs comme remplaçant du All-Star Game 2010. Avec 710 045 votes recueillis, il échoue de peu derrière Joe Johnson, Derrick Rose.
Danny Ainge veut transférer Allen pour recruter un marqueur plus jeune et moins cher. Après des rumeurs de transfert aux Kings de Sacramento contre Kevin Martin, Ray Allen reste finalement aux Celtics de Boston jusqu'à la fin de la saison 2009-2010.
Lors du premier tour des playoffs, les Celtics sont opposés au Heat de Miami emmené par la star de la franchise Dwyane Wade sur lequel Allen défend. Lors du deuxième match de la série, il réussit un très bon troisième quart temps lors duquel il inscrit 17 points avec un 5 sur 6 à trois points,. Il retrouve de l'adresse et participe activement à la qualification de son équipe lors du cinquième match lors duquel il termine meilleur marqueur des Celtics avec 24 points.
Les Celtics de Boston atteignent les finales contre les Lakers de Los Angeles après avoir gagné contre le Magic d'Orlando et les Cavaliers de Cleveland. Lors du Game 2, Allen établit un nouveau record du nombre de 3 points marqués dans un match de finales NBA, réussissant 8 tirs dont 7 en première mi-temps. Il finira à 32 points à 8 sur 11 à 3 points, ce qui constitue un record de paniers à 3 points réussis dans les finales NBA.
Après une finale haletante, les Lakers gagnent le trophée Larry O'Brien remportant la série 4-3.
Son contrat avec les Celtics de Boston se termine à la fin de la saison 2009-2010, il est alors en transfert libre. Après l'apparition de rumeurs selon lesquelles il pourrait signer pour la franchise floridienne du Heat de Miami avec LeBron James et Chris Bosh, il décide finalement de prolonger son contrat avec les Celtics pour deux saisons supplémentaires et un montant de 20 millions de dollars.

#### Heat de Miami
Après la saison 2011-2012, Ray Allen se lance un dernier défi sportif : gagner encore un titre, il rejoint alors le Heat de Miami pour une somme inférieure à celle que lui proposaient les Celtics. Lors de la saison 2012-2013, Ray Allen franchit en novembre 2012 le seuil des 23 000 points en carrière. Avec Miami, qui compile 65 victoires pour 16 défaites, il obtient le premier rang de la Conférence Est et dispute ensuite les playoffs où il atteint avec son club la finale contre les Spurs de San Antonio. Alors que San Antonio mène trois victoires à deux, Allen égalise lors des dernières secondes du sixième match remporté ensuite par Miami dans les prolongations. Miami s'impose lors du septième et dernier match, remportant ainsi le titre, le deuxième en carrière pour Ray Allen. La saison suivante, la finale oppose à nouveau les deux équipes mais le résultat est cette fois différent, les Spurs de San Antonio s'imposant par quatre victoires à une. À l'issue de la saison, il est sans contrat.

#### Retraite
Après deux années sans jouer en NBA, Ray Allen annonce officiellement sa retraite le 1er novembre 2016 par une lettre.

### Carrière d'acteur
Lors d'un déplacement à New York en mars 1997 pendant sa première saison NBA, Ray Allen rencontre Spike Lee qui désire réaliser un film autour du basket-ball. Après une audition réussie, il est choisi afin d'être l'un des principaux acteurs du film nommé He Got Game,. He Got Game sort au cinéma en 1998 aux États-Unis et en 2000 en France. Ray Allen joue le rôle d'un jeune prodige du basket nommé Jesus Shuttlesworth, fils de Jake joué par l'acteur Denzel Washington. Depuis ce film, Ray Allen est surnommé Jesus. Il joue également dans le film Harvard Story de James Toback sorti en 2001.

### Vie privée
Ray Allen est marié à Shannon Walker Williams, devenue Shannon Allen, en août 2009 à Martha's Vineyard. Ils ont ensemble trois enfants appelés Tierra, Ray III et Walker. Ce dernier s'est vu diagnostiqué un diabète de type 1 à l'âge de 22 mois. Lui et sa femme se sont investis dans la Juvenile Diabetes Research Foundation,.
En 2003, le beau-père de Ray Allen, Derek Hopson, échappe à une tentative de meurtre d'un déséquilibré mental du nom de Robbie Santos, condamné par la suite à 18 années de prison. Ernest C. Garlington, le mari de l'ancienne femme de Derek, a été condamné en tant que complice. Derek Hopson est marié depuis seulement trois jours à la mère de Ray Allen, Flora Allen-Hopson, au moment de la tentative de meurtre.

## Palmarès, records et récompenses
Les records personnels de Ray Allen en NBA sont les suivants, :
| Record de la franchise |

| Type de statistique        | Saison régulière | Saison régulière        | Saison régulière | Playoffs | Playoffs               | Playoffs      |
| Type de statistique        | Record           | Adversaire              | Date             | Record   | Adversaire             | Date          |
| -------------------------- | ---------------- | ----------------------- | ---------------- | -------- | ---------------------- | ------------- |
| Points                     | 54               | Jazz de l'Utah          | 12 janvier 2007  | 51       | @ Bulls de Chicago     | 30 avril 2009 |
| Paniers marqués            | 17               | 2 fois                  | 2 fois           | 18       | @ Bulls de Chicago     | 30 avril 2009 |
| Paniers tentés             | 32               | Jazz de l'Utah          | 12 janvier 2007  | 32       | @ Bulls de Chicago     | 30 avril 2009 |
| Paniers à 3 points réussis | 10               | Hornets de Charlotte    | 14 avril 2002    | 9        | 2 fois                 | 2 fois        |
| Paniers à 3 points tentés  | 17               | 2 fois                  | 2 fois           | 18       | @ Bulls de Chicago     | 30 avril 2009 |
| Lancers francs réussis     | 19               | @ Wizards de Washington | 25 novembre 2000 | 11       | Magic d'Orlando        | 25 avril 2001 |
| Lancers francs tentés      | 20               | @ Wizards de Washington | 25 novembre 2000 | 13       | Magic d'Orlando        | 25 avril 2001 |
| Rebonds offensifs          | 9                | @ Lakers de Los Angeles | 23 février 2003  | 5        | Pacers de l'Indiana    | 13 mai 1999   |
| Rebonds défensifs          | 10               | 2 fois                  | 2 fois           | 8        | Magic d'Orlando        | 25 avril 2001 |
| Rebonds totaux             | 13               | 3 fois                  | 3 fois           | 11       | Pacers de l'Indiana    | 13 mai 1999   |
| Passes décisives           | 13               | 2 fois                  | 2 fois           | 10       | @ Hornets de Charlotte | 13 mai 2001   |
| Interceptions              | 6                | 2 fois                  | 2 fois           | 5        | @ Spurs de San Antonio | 5 juin 2014   |
| Contres                    | 2                | 22 fois                 | 22 fois          | 2        | 3 fois                 | 3 fois        |
| Balles perdues             | 8                | @ Nets du New Jersey    | 16 février 1998  | 7        | @ Pacers de l'Indiana  | 11 mai 1999   |
| Minutes jouées             | 54               | @ Nets du New Jersey    | 27 décembre 1997 | 59       | @ Bulls de Chicago     | 30 avril 2009 |

- Double-double : 43 (dont 4 en playoffs)
- Triple-double : 3

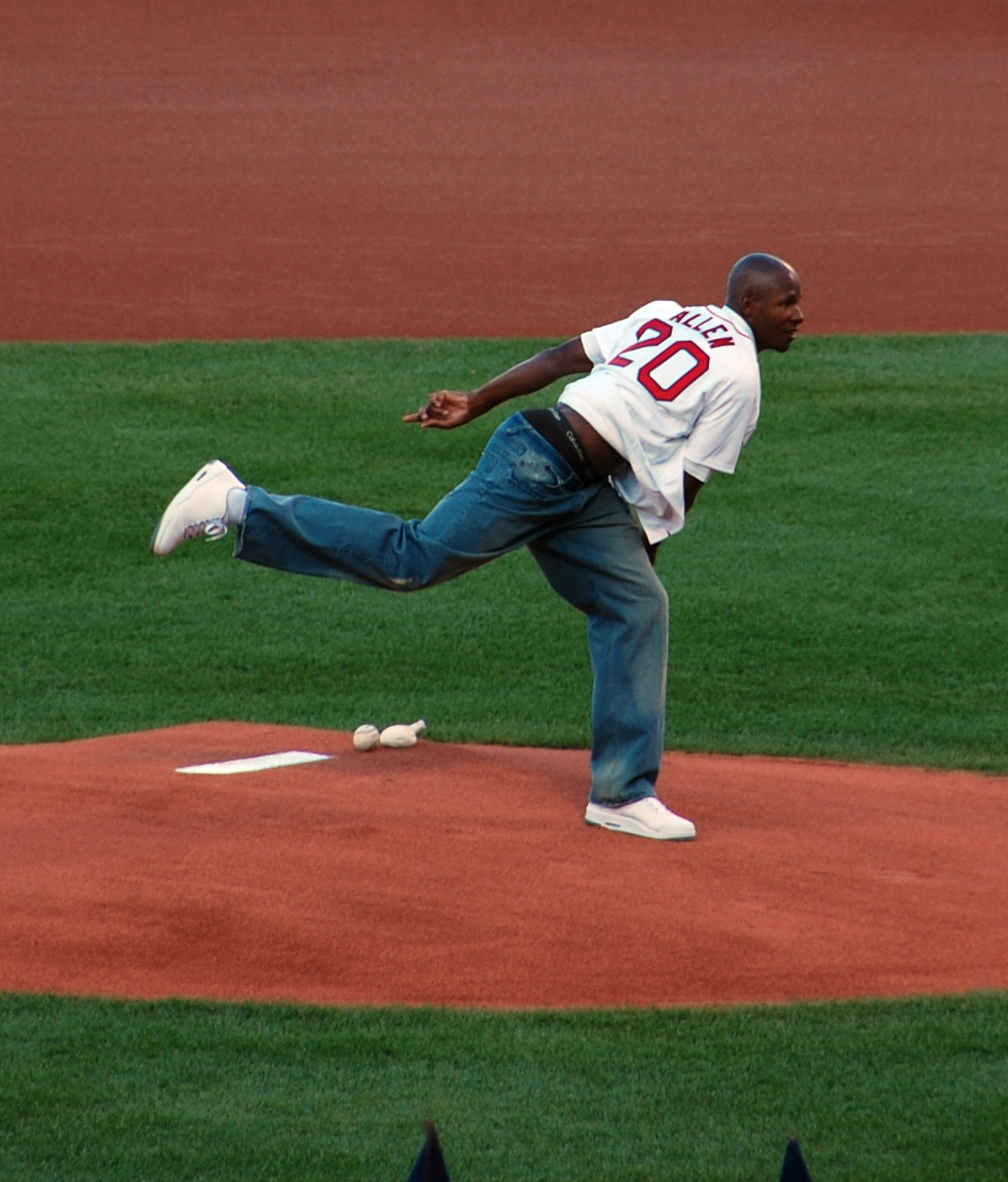
Le 2 juillet 2007, peu après avoir été transféré aux Celtics de Boston, Allen effectue le premier lancer cérémonial pour un match des Red Sox de Boston au Fenway Park.

Ray Allen est un spécialiste du tir à trois points et inscrit son nom à de nombreux records. Il remporte le concours de shoots à trois points du NBA All-Star Game 2001. Ray Allen est aussi devenu le 11 février 2011, le meilleur marqueur de paniers à trois points de l'histoire de la NBA devant Reggie Miller avec 2973 paniers. Ce record est battu par Stephen Curry le 14 décembre 2021. Allen est le meilleur marqueur de trois points lors des saisons 2001-2002, 2002-2003 et 2005-2006. Il partage avec Tracy McGrady le record du plus grand nombre de paniers à trois points marqués dans une seule mi-temps avec 8 contre les Charlotte Hornets le 14 avril 2002. Allen est le seul joueur à avoir réussi 8 paniers à trois points lors d'un seul match d'une série de finale NBA le 6 juin 2010. Lors de ce même match, il bat le record de tirs à 3 points inscrits en une mi-temps de finale (7/8) contre les Lakers de Los Angeles. Cette performance est réussie lors du deuxième match de l'ultime série de la saison des Celtics de Boston.
Ray Allen détient des records dans toutes les équipes dont il a fait partie. Dès sa carrière universitaire, il bat le record de tirs primés avec l'équipe du Connecticut avec 115 paniers à trois points réussis en une saison lors de la saison 1995-1996 et finit troisième meilleur marqueur de l'équipe avec 1 992 points en trois saisons. Allen détient le record de rencontres consécutivement jouées pour Bucks de Milwaukee avec 400 matchs de suite. Allen est également celui qui a marqué le plus grand nombre de paniers à trois points pour la franchise avec 1 051 tirs réussis, et aussi le plus grand nombre de tentatives avec 2 587 tentatives. Son record personnel de points en une rencontre est de 54 contre Utah ; cela constitue la deuxième performance de l'histoire des Sonics. Ray Allen détient également le plus grand nombre de lancers francs consécutifs pour les Celtics de Boston avec 72.

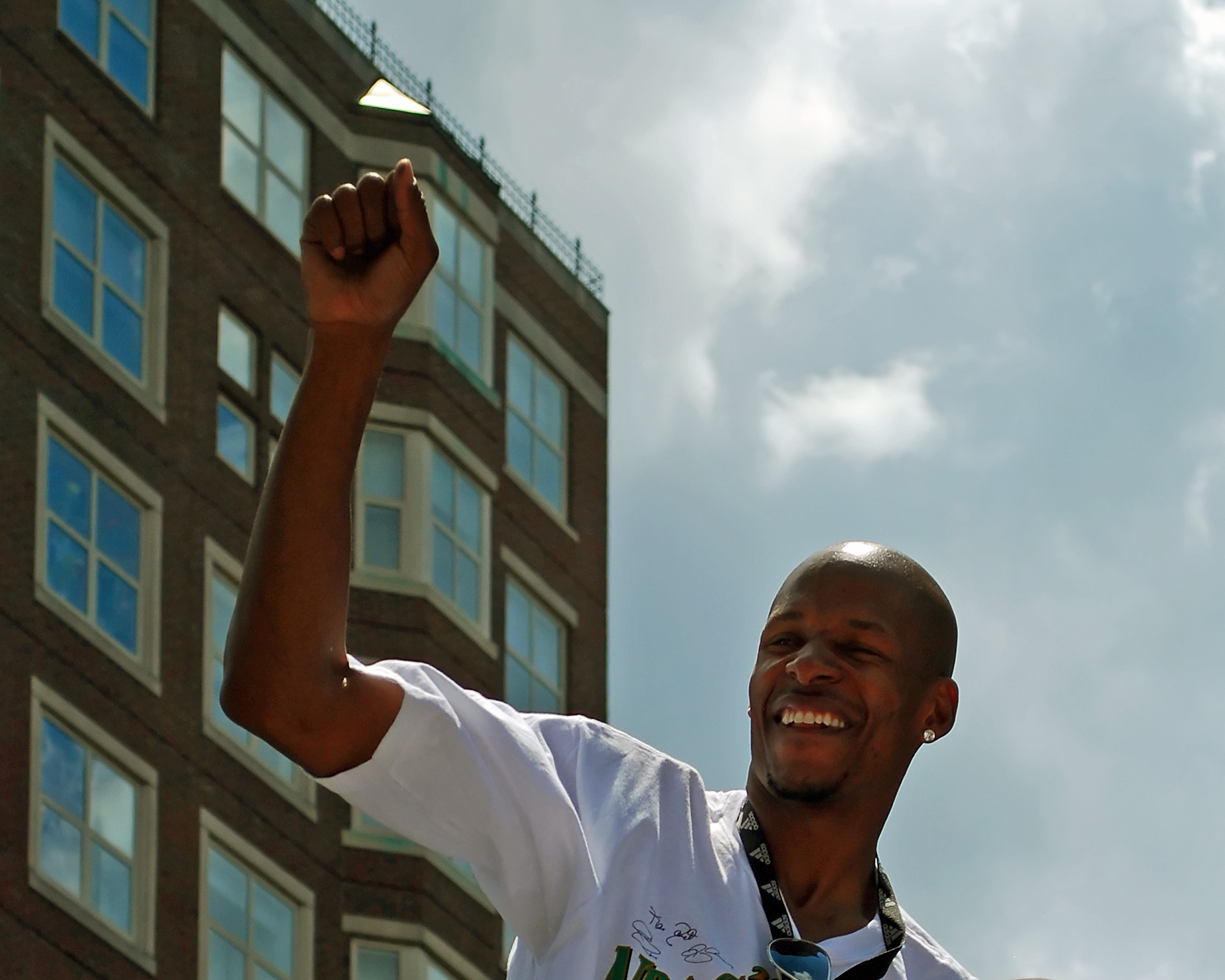
Ray Allen célébrant le des Celtics.

Allen est un joueur régulier, il est désigné à dix reprises pour jouer le All-Star Game dont neuf consécutifs en 2000, 2001, 2002, 2004, 2005, 2006, 2007, 2008, 2009 et 2011. Il compte trois victoires majeures dans son palmarès avec la victoire aux Jeux olympiques d'été de 2000 et deux titres de champion NBA : en 2008 avec les Celtics de Boston et 2013 avec le Heat de Miami.
Ray Allen reçoit également des récompenses pour son attitude sur et en dehors du terrain. Le magazine Sporting News est le premier à le récompenser en le désignant Good Guy par trois fois en 2000, 2001 et 2005. En 2003, le comportement d'Allen est montré en exemple avec l'obtention du NBA Sportsmanship Award qui récompense le joueur le plus fair-play de la NBA. En 2010, il est de nouveau en nomination pour les Sportsmanship Award.
Le 12 mars 2006, Ray Allen est le 97e joueur de l'histoire de la NBA à dépasser les 15 000 points en carrière. Le 10 décembre 2009, Allen devient de 22e joueur à dépasser la barre des 20 000 points en carrière en inscrivant un nouveau tir à trois points contre Washington,. Il est l'un des rares joueurs en activité dans la ligue NBA à avoir inscrit plus de 20 000 points dans sa carrière. Avec 23 804 points au terme de la saison 2012-2013, Ray Allen est le 28e meilleur marqueur de l'histoire de la NBA.
Le 11 février 2011, Ray Allen égale puis bat le record de paniers à trois points réussis durant une carrière, dépassant ainsi Reggie Miller et ses 2 560 paniers marqués, contre les Lakers de Los Angeles. La saison suivante, le 16 mars 2012, en réalisant un bilan de 26 points dont un 5 sur 10 à trois points contre les Kings de Sacramento, il devient le premier joueur de l'histoire de la NBA à passer la barre des 2 700 trois points marqués.
Le 25 avril 2013, en inscrivant 5 paniers à trois points lors du troisième match du premier tour face aux Bucks de Milwaukee, il devient le recordman du nombre de trois points en playoff avec 322 réalisations. Il dépasse Reggie Miller qui en avait inscrit 320.
En 2018, il est intronisé au Basketball Hall of Fame.

## Profil de jeu et personnalité

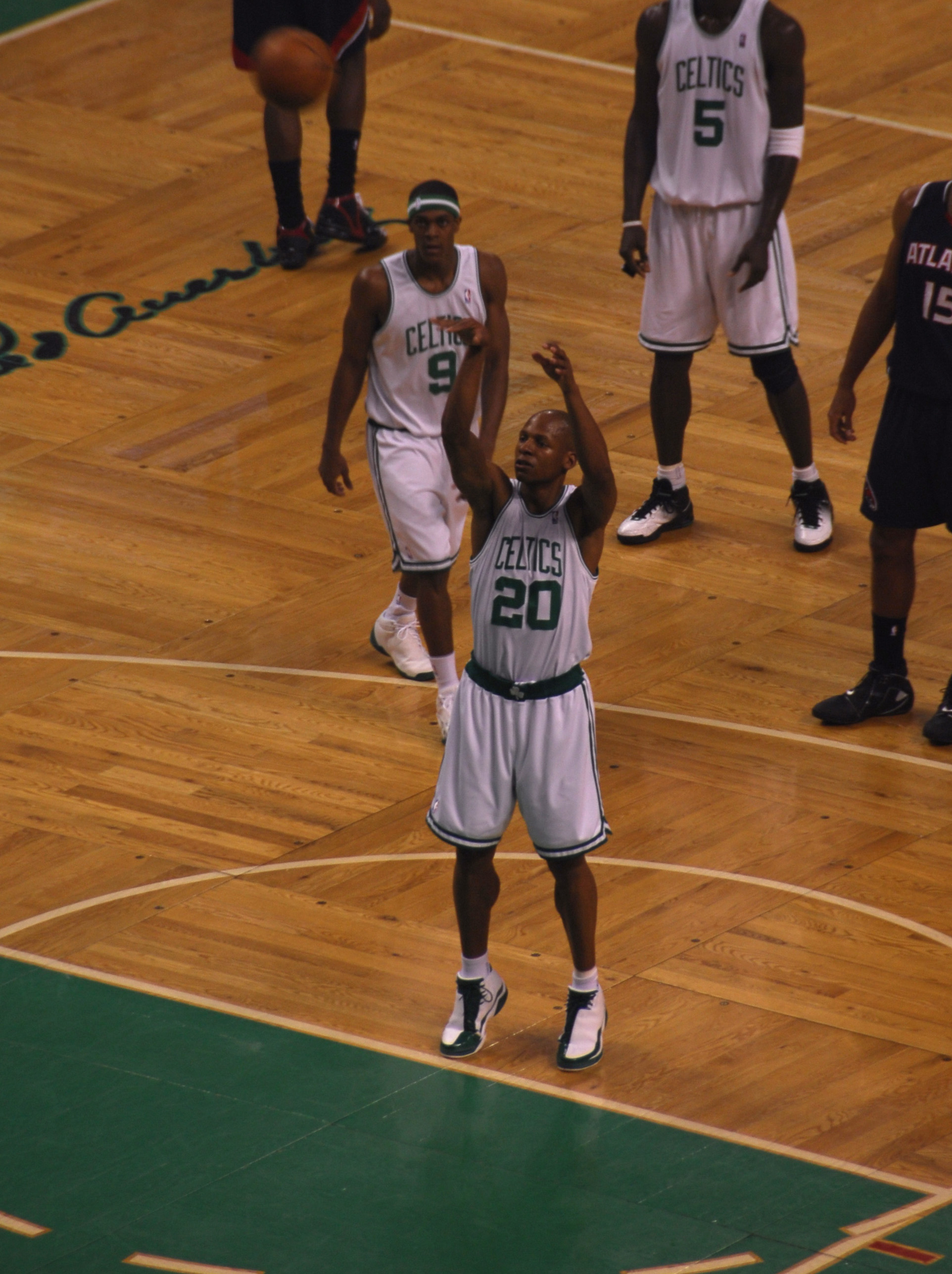
Le geste de Ray Allen au lancer.

Ray Allen évolue au poste d'arrière, appelé aussi poste 2, depuis le début de sa carrière. Il est connu pour son adresse aux paniers à trois points et son calme. Son shoot est considéré comme l'un des plus purs de la NBA. Il marque de nombreux paniers de loin grâce à des tirs en suspension, un de ses points forts. Les spécialistes louent également la fluidité de son geste, un exemple pour les jeunes joueurs. Allen est considéré comme l'un des shooteurs les plus réguliers de la NBA avec un taux de réussite aux lancers francs de près de 90 %. Très complet, il sait également provoquer la défense et finir au panier. Même s'il n'utilise pas beaucoup de dribbles, il sait faire des double-pas pour conclure les actions offensives et des passes, notamment pour terminer les actions rapides et les contre attaques. Le style de Ray Allen sur le terrain donne parfois l'impression d'une très grande facilité,. Il a parfois été critiqué pour ses faiblesses défensives. Il se considère d'abord comme un joueur offensif et un marqueur de points. Ainsi, Allen finit régulièrement meilleur marqueur de son équipe. Il est connu pour son endurance, étant l'un des joueurs qui joue le plus de minutes par match, et étant dans le cinq majeur dans toutes les rencontres qu'il a disputées en NBA sauf trois. Il a besoin d'une routine pour être performant sur le parquet, notamment avant les lancers-francs. Allen est également reconnu pour son professionnalisme, notamment dans la préparation des matchs.
Ray Allen est parfois considéré comme le gendre idéal. Cependant, il lui est arrivé de se faire exclure d'un match après une bagarre. De son éducation militaire, il garde un goût prononcé pour l'ordre et un code vestimentaire très strict.

## Statistiques

### Universitaires
Le tableau suivant présente les statistiques individuelles de Ray Allen pendant sa carrière universitaire.
| S       | U             | G   | MP   | PTS  | PPG  | FG  | FGA  | FG%    | 3P  | 3PA | 3P%    | FT  | FTA | FT%    | TRB | AST | STL | BLK | TOV | PF  |
| ------- | ------------- | --- | ---- | ---- | ---- | --- | ---- | ------ | --- | --- | ------ | --- | --- | ------ | --- | --- | --- | --- | --- | --- |
| 1993-94 | UConn Huskies | 34  | 735  | 429  | 12,6 | 158 | 310  | 51 %   | 33  | 82  | 40,2 % | 80  | 101 | 79,2 % | 155 | 53  | 38  | 7   | 47  | 46  |
| 1994-95 | UConn         | 32  | 1051 | 675  | 21,1 | 255 | 521  | 48,9 % | 85  | 191 | 44,5 % | 80  | 110 | 72,7 % | 218 | 75  | 61  | 16  | 64  | 53  |
| 1995-96 | UConn         | 35  | 1098 | 818  | 23,4 | 292 | 618  | 47,2 % | 115 | 247 | 46,6 % | 119 | 147 | 81 %   | 228 | 117 | 60  | 18  | 82  | 46  |
| Total   | Total         | 101 | 2884 | 1922 | 19,0 | 705 | 1449 | 48,7 % | 233 | 520 | 44,8 % | 279 | 358 | 77,9 % | 601 | 245 | 159 | 41  | 193 | 145 |

### Professionnelles en saison régulière
Le tableau suivant présente les statistiques individuelles de Ray Allen pendant sa carrière professionnelle en saison régulière,,.
Légende :
| Champion NBA | Meilleur de la ligue |

| Saisons        | Franchise      | G    | GS   | MP    | PTS   | PPG  | FG   | FGA   | FG%    | 3P   | 3PA  | 3P%    | FT   | FTA  | FT%    | ORB  | DRB  | TRB  | AST  | STL  | BLK | TOV  | PF   |
| -------------- | -------------- | ---- | ---- | ----- | ----- | ---- | ---- | ----- | ------ | ---- | ---- | ------ | ---- | ---- | ------ | ---- | ---- | ---- | ---- | ---- | --- | ---- | ---- |
| 1996-1997      | Bucks          | 82   | 81   | 2532  | 1102  | 13,4 | 390  | 908   | 43 %   | 117  | 298  | 39,3 % | 205  | 249  | 82,3 % | 97   | 229  | 326  | 210  | 75   | 10  | 149  | 218  |
| 1997-1998      | Bucks          | 82   | 82   | 3287  | 1602  | 19,5 | 563  | 1315  | 42,8 % | 134  | 368  | 36,4 % | 342  | 391  | 87,5 % | 127  | 278  | 405  | 356  | 111  | 12  | 263  | 244  |
| 1998-1999      | Bucks          | 50   | 50   | 1719  | 856   | 17,1 | 303  | 673   | 45 %   | 74   | 208  | 35,6 % | 176  | 195  | 90,3 % | 57   | 155  | 212  | 178  | 53   | 7   | 122  | 117  |
| 1999-2000      | Bucks          | 82   | 82   | 3070  | 1809  | 22,1 | 642  | 1411  | 45,5 % | 172  | 407  | 42,3 % | 353  | 398  | 88,7 % | 83   | 276  | 359  | 308  | 110  | 19  | 183  | 187  |
| 2000-2001      | Bucks          | 82   | 82   | 3129  | 1806  | 22,0 | 628  | 1309  | 48 %   | 202  | 467  | 43,3 % | 348  | 392  | 88,8 % | 101  | 327  | 428  | 374  | 124  | 20  | 204  | 192  |
| 2001-2002      | Bucks          | 69   | 68   | 2525  | 1503  | 21,8 | 530  | 1148  | 46,2 % | 229  | 528  | 43,4 % | 214  | 245  | 87,3 % | 81   | 231  | 312  | 271  | 88   | 18  | 159  | 157  |
| 2002-2003      | Bucks          | 47   | 46   | 1683  | 1003  | 24,5 | 351  | 803   | 43,7 % | 123  | 311  | 39,5 % | 178  | 195  | 91,3 % | 45   | 173  | 218  | 164  | 57   | 11  | 117  | 149  |
| 2002-2003      | SuperSonics    | 29   | 29   | 1197  | 710   | 21,3 | 247  | 560   | 44,1 % | 78   | 222  | 35,1 % | 138  | 150  | 92 %   | 49   | 114  | 163  | 170  | 46   | 3   | 81   | 71   |
| 2003-2004      | SuperSonics    | 56   | 56   | 2152  | 1287  | 23,0 | 447  | 1017  | 44 %   | 148  | 378  | 39,2 % | 245  | 271  | 90,4 % | 69   | 217  | 286  | 268  | 71   | 11  | 156  | 132  |
| 2004-2005      | SuperSonics    | 78   | 78   | 3064  | 1867  | 23,9 | 640  | 1494  | 42,8 % | 209  | 556  | 37,6 % | 378  | 428  | 88,3 % | 79   | 268  | 347  | 289  | 84   | 5   | 171  | 167  |
| 2005-2006      | SuperSonics    | 78   | 78   | 3022  | 1955  | 25,1 | 681  | 1500  | 45,4 % | 269  | 653  | 41,2 % | 324  | 359  | 90,3 % | 71   | 261  | 332  | 286  | 105  | 16  | 188  | 151  |
| 2006-2007      | SuperSonics    | 55   | 55   | 2219  | 1454  | 26,4 | 505  | 1153  | 43,8 % | 165  | 443  | 37,2 % | 279  | 309  | 90,3 % | 57   | 190  | 247  | 228  | 82   | 11  | 154  | 113  |
| 2007-2008      | Celtics        | 73   | 73   | 2624  | 1273  | 17,4 | 439  | 986   | 44,5 % | 180  | 452  | 39,8 % | 215  | 237  | 90,7 % | 75   | 193  | 268  | 225  | 65   | 16  | 127  | 147  |
| 2008-2009      | Celtics        | 79   | 79   | 2876  | 1434  | 18,2 | 499  | 1040  | 48 %   | 199  | 486  | 40,9 % | 237  | 249  | 95,2 % | 66   | 212  | 278  | 218  | 69   | 13  | 134  | 157  |
| 2009-2010      | Celtics        | 80   | 80   | 2819  | 1304  | 16,3 | 464  | 973   | 47,7 % | 145  | 399  | 36,3 % | 231  | 253  | 91,3 % | 45   | 208  | 253  | 210  | 64   | 25  | 129  | 182  |
| 2010-2011      | Celtics        | 80   | 80   | 2888  | 1321  | 16,5 | 480  | 978   | 49,1 % | 168  | 378  | 44,4 % | 193  | 219  | 88,1 % | 51   | 223  | 274  | 219  | 77   | 16  | 117  | 147  |
| 2011-2012      | Celtics        | 46   | 42   | 1565  | 655   | 14,2 | 226  | 493   | 45,8 % | 106  | 234  | 45,3 % | 97   | 106  | 91,5 % | 14   | 128  | 142  | 109  | 49   | 8   | 68   | 83   |
| 2012-2013      | Heat           | 79   | 0    | 2035  | 863   | 10,9 | 292  | 651   | 44,9 % | 139  | 332  | 41,9 % | 140  | 158  | 88,6 % | 40   | 177  | 217  | 135  | 67   | 15  | 103  | 129  |
| 2013-2014      | Heat           | 73   | 9    | 1936  | 701   | 9,6  | 240  | 543   | 44,2 % | 116  | 309  | 37,5 % | 105  | 116  | 90,5 % | 23   | 182  | 205  | 143  | 54   | 8   | 84   | 115  |
| Total carrière | Total carrière | 1300 | 1149 | 46344 | 24505 | 18,9 | 8567 | 18955 | 45,2 % | 2973 | 7429 | 40,0 % | 4398 | 4920 | 89,4 % | 1230 | 4042 | 5272 | 4361 | 1451 | 244 | 2709 | 2858 |
| All-Star Game  | All-Star Game  | 10   | 0    | 201   | 145   | 14,5 | 55   | 130   | 42,3 % | 22   | 71   | 31,0 % | 13   | 17   | 76,5 % | 7    | 19   | 26   | 22   | 11   | 2   | 13   | 13   |

### Professionnelles en playoffs
Le tableau suivant présente les statistiques individuelles de Ray Allen pendant sa carrière professionnelle en playoffs.
| Saisons        | Franchise      | G   | GS  | MP    | PTS  | PPG  | FG  | FGA  | FG%    | 3P  | 3PA | 3P%    | FT  | FTA | FT%    | ORB | DRB | TRB | AST | STL | BLK | TOV | PF  |
| -------------- | -------------- | --- | --- | ----- | ---- | ---- | --- | ---- | ------ | --- | --- | ------ | --- | --- | ------ | --- | --- | --- | --- | --- | --- | --- | --- |
| 1998-1999      | Bucks          | 3   | 3   | 120   | 67   | 22,3 | 25  | 47   | 42,8 % | 9   | 19  | 47,4 % | 8   | 13  | 61,5 % | 8   | 14  | 22  | 13  | 3   | 1   | 11  | 9   |
| 1999-2000      | Bucks          | 5   | 5   | 186   | 110  | 22,0 | 40  | 90   | 53,2 % | 10  | 26  | 38,5 % | 20  | 22  | 90,9 % | 10  | 23  | 33  | 13  | 8   | 0   | 9   | 10  |
| 2000-2001      | Bucks          | 18  | 18  | 768   | 452  | 25,1 | 158 | 331  | 44,4 % | 57  | 119 | 47,9 % | 79  | 86  | 91,9 % | 19  | 55  | 74  | 108 | 24  | 10  | 43  | 44  |
| 2004-2005      | SuperSonics    | 11  | 11  | 435   | 291  | 26,5 | 102 | 215  | 47,7 % | 31  | 82  | 37,8 % | 56  | 63  | 88,9 % | 12  | 35  | 47  | 43  | 14  | 4   | 34  | 22  |
| 2007-2008      | Celtics        | 26  | 26  | 987   | 405  | 15,6 | 133 | 311  | 47,4 % | 55  | 139 | 39,6 % | 84  | 92  | 91,3 % | 25  | 73  | 98  | 71  | 24  | 8   | 38  | 63  |
| 2008-2009      | Celtics        | 14  | 14  | 565   | 256  | 18,3 | 83  | 206  | 40,3 % | 35  | 100 | 35,0 % | 55  | 58  | 94,8 % | 13  | 42  | 55  | 37  | 88  | 15  | 25  | 35  |
| 2009-2010      | Celtics        | 24  | 24  | 925   | 387  | 16,1 | 131 | 304  | 43,1 % | 56  | 145 | 38,6 % | 69  | 80  | 86,3 % | 12  | 68  | 80  | 63  | 22  | 3   | 36  | 74  |
| 2010-2011      | Celtics        | 9   | 9   | 361   | 170  | 18,9 | 57  | 109  | 52,3 % | 32  | 56  | 57,1 % | 24  | 25  | 96,0 % | 5   | 29  | 34  | 22  | 11  | 1   | 10  | 21  |
| 2011-2012      | Celtics        | 18  | 10  | 616   | 192  | 10,7 | 66  | 167  | 39,5 % | 28  | 92  | 30,4 % | 32  | 45  | 71,1 % | 8   | 66  | 74  | 18  | 17  | 2   | 17  | 41  |
| 2012-2013      | Heat           | 23  | 0   | 573   | 234  | 10,2 | 74  | 172  | 43,0 % | 39  | 96  | 40,6 % | 47  | 54  | 87,0 % | 13  | 51  | 64  | 29  | 12  | 3   | 27  | 42  |
| 2013-2014      | Heat           | 14  | 0   | 346   | 133  | 9,5  | 41  | 98   | 41,8 % | 23  | 60  | 38,3 % | 28  | 30  | 93,3 % | 8   | 43  | 51  | 21  | 6   | 3   | 13  | 24  |
| Total carrière | Total carrière | 165 | 120 | 11766 | 2697 | 16,3 | 910 | 2050 | 44,4 % | 375 | 934 | 40,1 % | 502 | 568 | 88,4 % | 133 | 499 | 632 | 438 | 156 | 40  | 263 | 385 |

## Pour approfondir

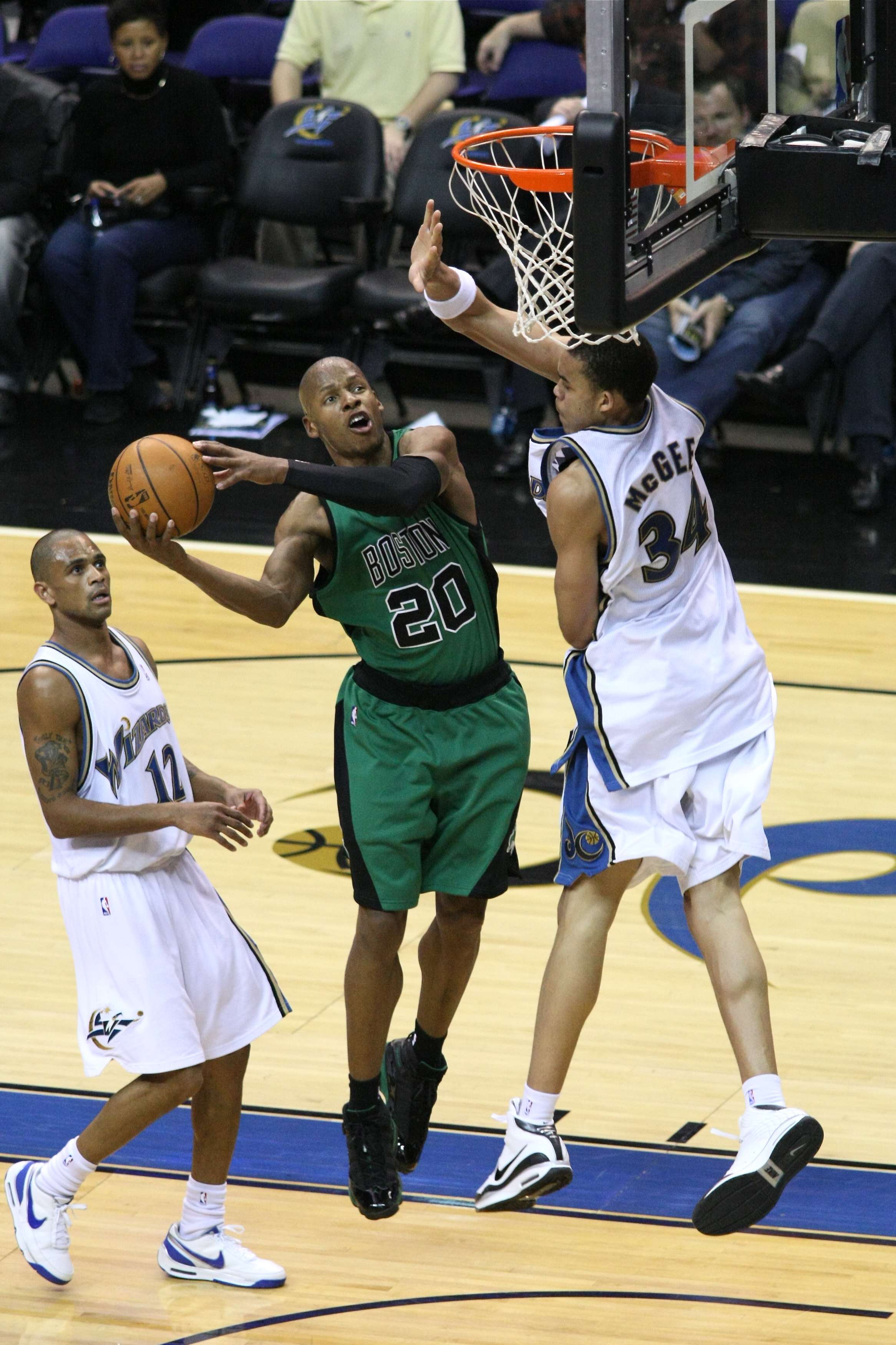
Ray Allen en décembre 2008.